# كلير بريتو
كلير بريتو Claire Prieto (ولدت عام 1945) هي مخرجة ومنتجة أفلام كندية، تعتبر أحد أوائل المخرجات السود في كندا.
كانت شريكة مع روجر ماكتير في شركة «بريتو – ماكتير للإنتاج» Prieto-McTair Productions شركة إنتاج اتخذت من تورونتو مقراً لها، وهي شركة عملت من عام 1982 إلى 2007.

## حياتها
ولدت في ترينيداد في عام 1945، وهاجرت مع روجر ماكتير إلى تورونتو في عام 1970.

## أفلامها
تستكشف أفلام بريتو التاريخ والثقافة والتجارب الكندية للسود في كندا. وكانت رائدة في الأفلام التي تنتجها نساء كنديات وأشخاص من اللون الأسود. كان فيلمها«بعض النساء السود» عام 1977 أول فيلم من إنتاج صناع السينما السود المستقلين في كندا.
وكذلك مسلسل«الرب رحيم» إنتاجا عام 2003 كان أول مسلسل كندي كاريبي. وفيلم «أم سوداء ابنة سوداء» عام 1989 أنتجته بريتو وسيلفيا هاميلتون لصالح هيئة الفيلم الوطني الكندي الفرع الأطلنطي، كان أول فيلم ينتجه هذا الفرع يوظف فيه كامل طاقم العمل من النساء.
بالإضافة إلى إنتاج أعمالها الخاصة، قامت بريتو بتوجيه ودعم صانعي الأفلام السود الآخرين في خلال تاريخها. شاركت في تأسيس شبكة الفيلم والفيديو الأسود، والتي ساهمت في أن تكون مصدراً للمنتجين والمخرجين والكتاب السود.

## قائمة أفلامها
1. بعض النساء السود 1977
2. هذا ليس مرضاً 1979
3. إلى البيت في بوكستون 1987
4. أم سوداء ابنة سوداء 1988
5. أكبر سناً، أغرب، أكثر حكمة 1989
6. جينيفر هودج: المجد والألم 1991
7. أحب الأغاني 1999
8. الرب رحيم 2003
9. كيف تتحرك 2007

## جوائز
ترشح مسلسها «الرب رحيم» عام 2003 لجائزة جيميني وكذلك جائزة أفضل مسلسل كوميدي من الأكاديمية الكندية للسينما والتلفزيون. وترشح فيلمها القصير «ناجون» عام 1992 لجائزة جيميني، وكذلك ترشح فيلم «هذا ليس مرضاً» عام 1979 لجائزة جيميني أيضاً. ومنحت بريتو جائزة إنجاز العمر من مهرجان الحكايات الكاريبية السينمائي.